# Portugalscy posłowie do Parlamentu Europejskiego 1994–1999
Portugalscy posłowie IV kadencji do Parlamentu Europejskiego zostali wybrani w wyborach przeprowadzonych 12 czerwca 1994.

## Lista posłów
Wybrani z listy Partii Socjalistycznej (PES)
- José Barros Moura
- António Campos
- Carlos Candal, poseł do PE od 17 października 1995
- Quinídio Correia, poseł do PE od 30 października 1995
- Elisa Maria Damião, poseł do PE od 3 października 1998
- Carlos Lage
- Luís Marinho
- Fernando Moniz
- José Manuel Torres Couto
- Helena Torres Marques

Wybrani z listy Partii Socjaldemokratycznej (EPP)
- Arlindo Cunha
- Carlos Coelho, poseł do PE od 15 września 1998
- Carlos Costa Neves
- Carlos Pimenta
- Eurico de Melo
- Helena Vaz da Silva
- José Mendes Bota, poseł do PE od 8 czerwca 1998
- Manuel Porto
- Nélio Mendonça

Wybrani z listy Unitarnej Koalicji Demokratycznej (EUL/NGL)
- Honório Novo, poseł do PE od 28 września 1994
- Joaquim Miranda
- Sérgio Ribeiro

Wybrani z listy Centrum Demokratycznego i Społecznego – Partii Ludowej (Unia dla Europy)
- Celeste Cardona, poseł do PE od 18 stycznia 1997
- José Girão Pereira
- Raúl Miguel Rosado Fernandes

Byli posłowie IV kadencji do PE
- Luís Sá (CDU), do 26 września 1994
- João Soares (PS), do 15 października 1995
- Manuel Monteiro (CDS/PP), do 19 października 1995
- António Vitorino (PS), do 28 października 1995
- Rui Vieira (CDS/PP), od 31 października 1995 do 17 stycznia 1997
- Francisco Lucas Pires (PSD), do 22 maja 1998, zgon
- António Capucho (PSD), do 14 września 1998
- José Apolinário (PS), do 2 października 1998